# Монастир Мармашен
Монастир Мармашен (вірм. Մարմաշենի վանք) — вірменський монастир, розташований у марзі (області) Ширак, Вірменія. Розташований за 10 км на північний захід від міста Ґюмрі в однойменному селі Мармашен. Побудований в X–XIII століттях. 
Мармашенсьиій монастир складається з трьох культових споруд. Головний храм розташований в центрі подвір'я і є найбільшою будівлею. Храм зведений з червоної цегли і являє собою купольний зал. Фасад — хрестоподібної форми, прикрашений арочними нішами і вузькими вікнами. Зонтичний купол встановлений на граненому барабані. Велика церква прикрашена пластичним декором: аркатурою і пучковими колонами. 
На південь від основних споруд монастиря стоїть невелика хрестово-купольна церква з 4 приділами. На захід — руїни чотиристовпного гавіту, чотирьохаспідного круглого храму та усипальні.
На терасі, в долині річки Ахурян, трохи нижче основного плато розташувалися пам'ятники монастиря Мармашен. Свого часу його безсумнівно оточували сади, з ажурним малюнком яких так добре повинен був гармоніювати вишуканий малюнок прикрашених декором монастирських стін. Володіння знатних княжих родів намагалися не відставати від столиці, тут до робіт також залучалися найкращі зодчі і вправні будівельники.

## Історія
Мармашенська обитель було засновано в 988 році, будівництво ж у ній закінчилося в 1029 році. Першою була споруджена мала північна церква, яка за своїм планом, формами і оздобленням не відрізняється від головного храму монастиря і, ймовірно, служила зразком при його зведенні. На південній стіні головного храму зберігся великий будівельний напис прославленого воєначальника князя Ваграма Пахлавуні.
Із заходу до головного храму примикав притвор, зараз від нього збереглися лише незначні залишки фундаменту. Місце притвору встелене надгробками, є також підстави вважати, що на цьому місці знаходилася і справжня гробниця князя Ваграма Пахлавуні. На відстані кількох кроків від головного храму збереглися руїни ще однієї церкви, зведеної пізніше, ймовірно в XIII столітті. Територія монастиря оточена залишками грубо складеної огорожі, в якій можливо виявити фрагменти стародавніх монастирських будівель, деталі хачкарів, плити з будівельними написами.
Головний храм Мармашена, його соборна церква — прекрасний розвиток композиційних рис вірменської архітектури кінця X століття, що отримали своє вираження в кафедральному соборі Ані. Врівноважені і гармонійні пропорції Мармашенського пам'ятника являють собою повне, закінчене і послідовне втілення принципу хрестовокупольності в купольній залі. Зодчий тут змінив пропорції внутрішніх обсягів, була скорочена східна гілка хреста, вівтарна апсида присунена до підкупольного квадрата, купол став у центрі будівлі, яка скоротилася за довжиною і стало вищою, — купольна зала наблизилася до центричної споруді. Талановитий зодчий при вирішенні заданої теми уникнув шаблонів і повторень, проявивши неабиякий художній смак.

## Архітектурні особливості
Нововведення однак містить не тільки композиція цієї споруди. Весь комплекс Мармашена, подібно собору в Ані, отримав глибоко продумане зовнішнє та внутрішнє оздоблення. Всередині — прилеглим до стіни потужним пілонам був наданий характер складного пучка спрямованих вгору тяг; у вівтарній апсиді ми бачимо ланцюжок ніш, що чергуються з пучками з п'яти напівколонок. Зовнішні фасади зодчий прикрасив суцільний аркатурою на парних напівколонках, що утворюють по кутах пишні композиції. Членування аркатури підпорядковане ритму, що убуває від центра фасаду до його кутів. Дванадцятигранний барабан також розчленований пучками напівколон і завершується чітким і ритмічним «зонтичним» покриттям купола.
Архітектурна тема соборної церкви Мармашен, безсумнівно, йде від чудових тем церкви Сурб Ріпсіме в Ечміадзині і Анійського собору, — показує як в XI столітті творчо перероблялася спадщина вірменської архітектурної класики.

## Галерея

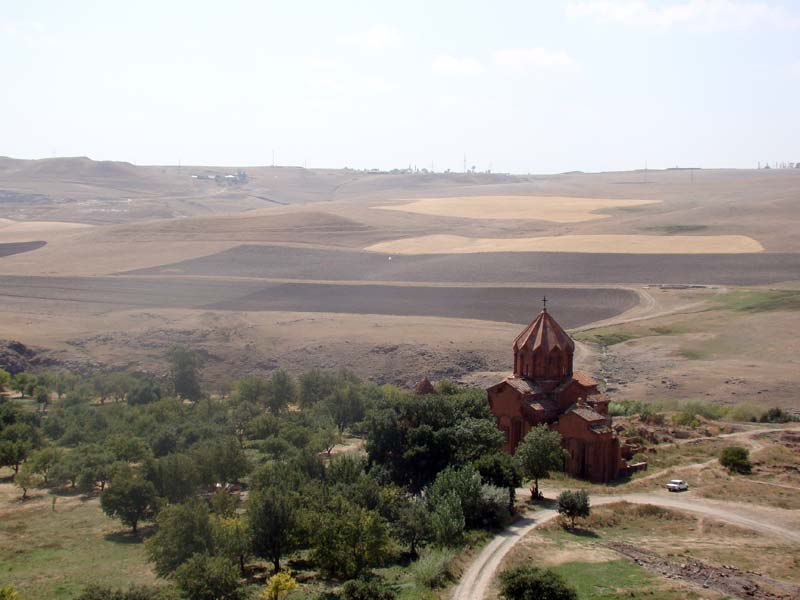
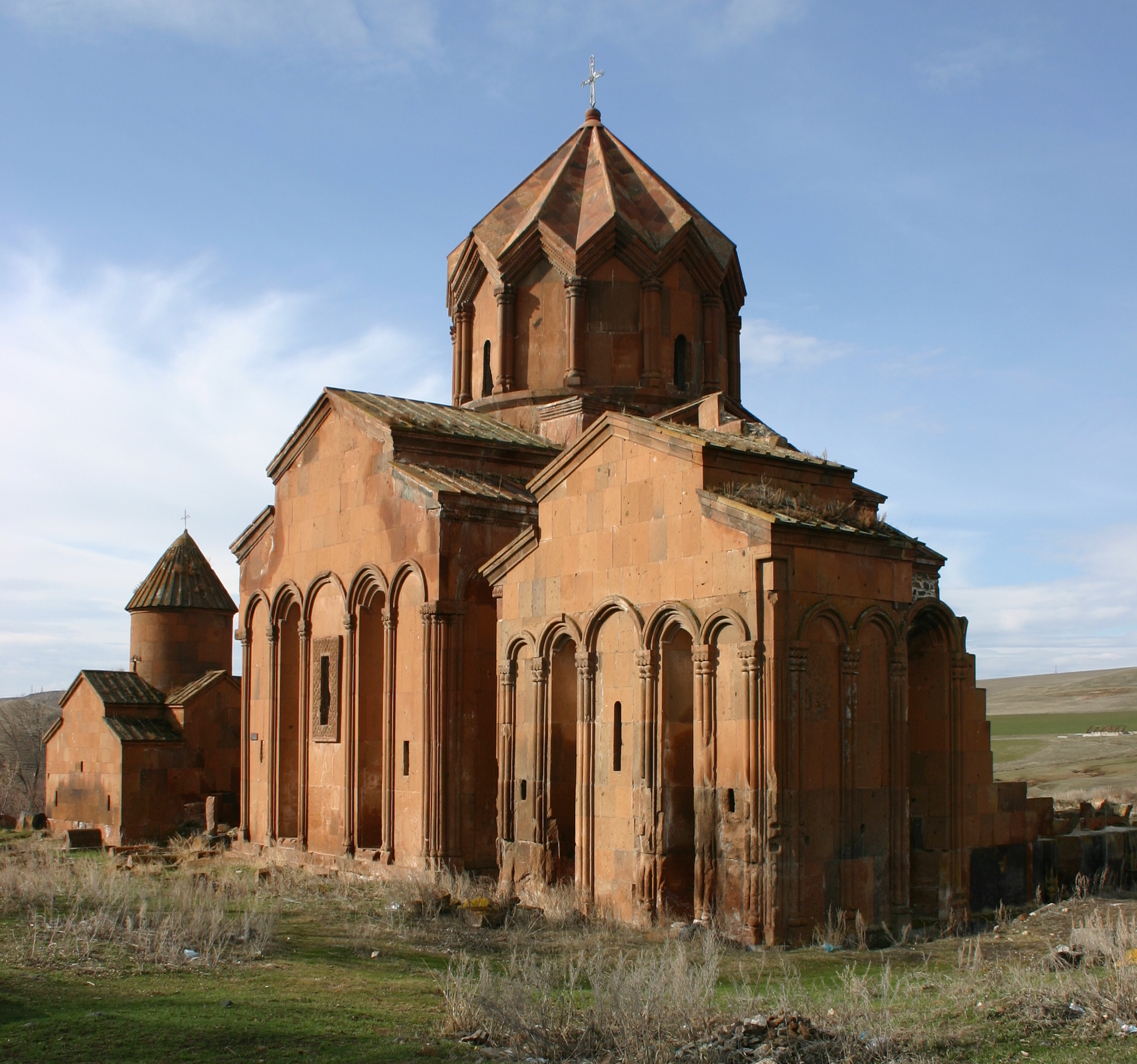
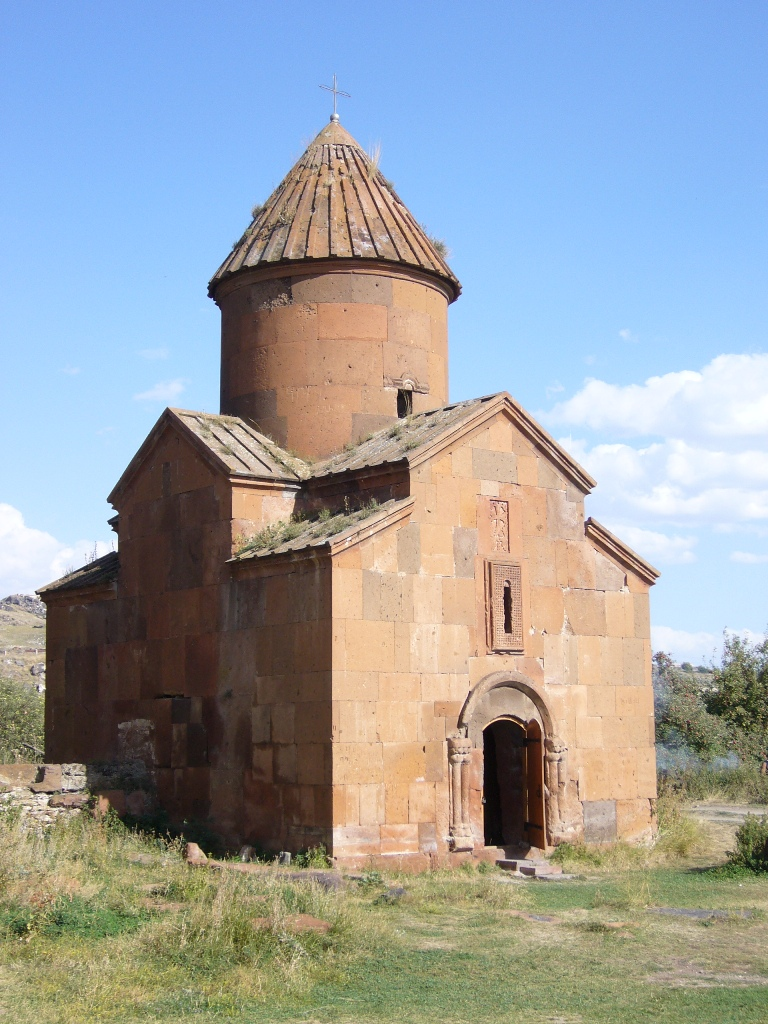
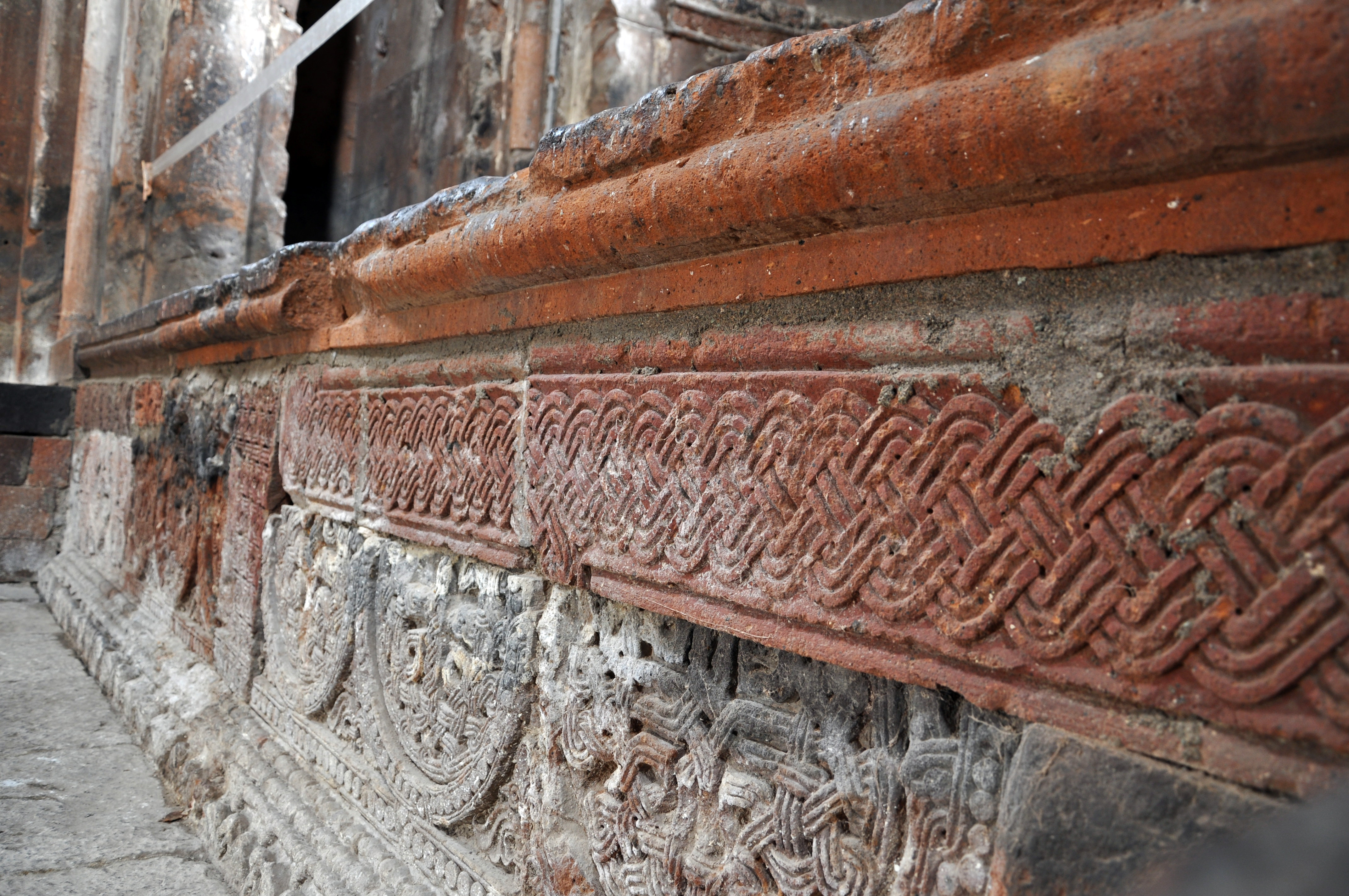
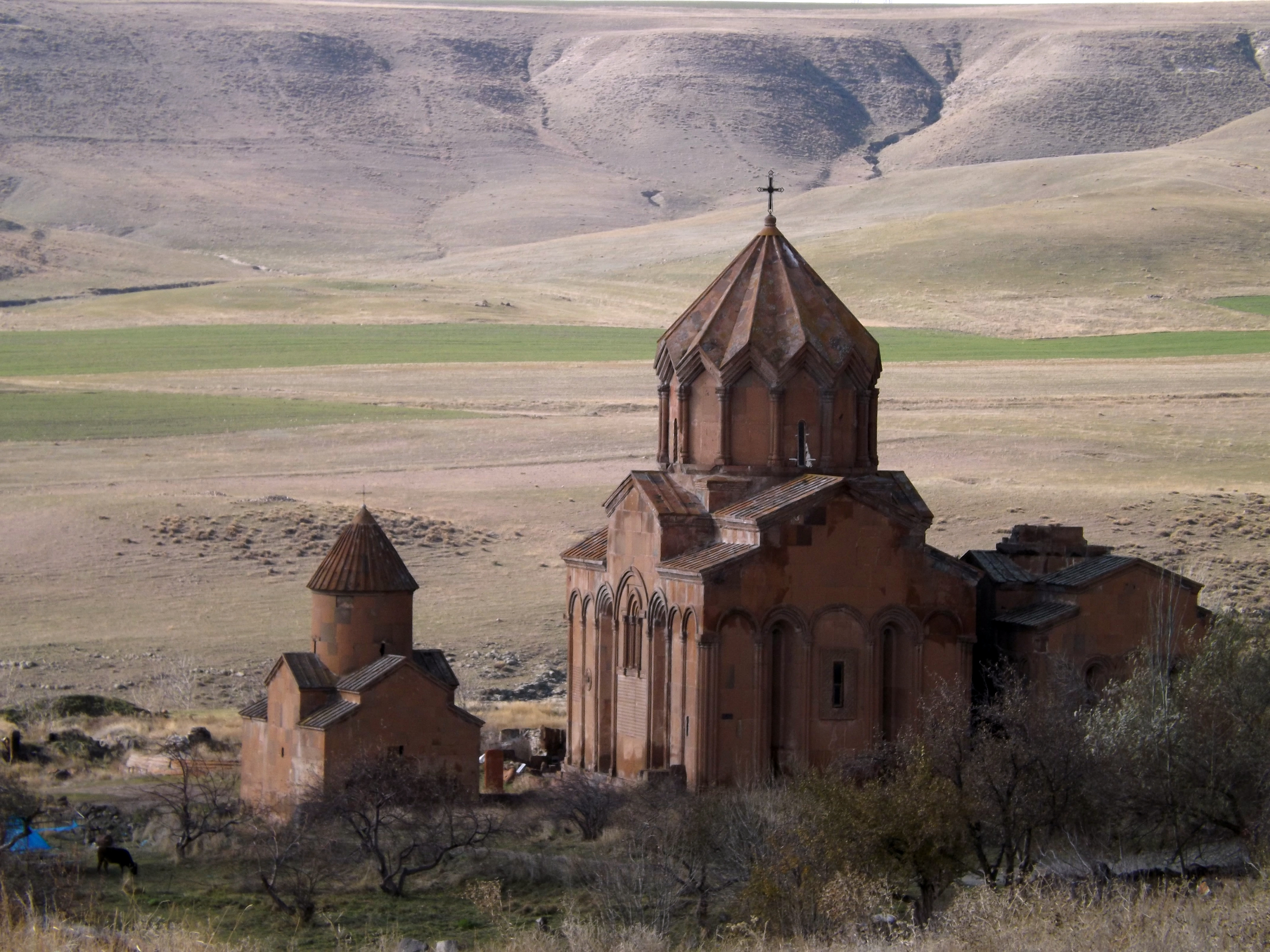
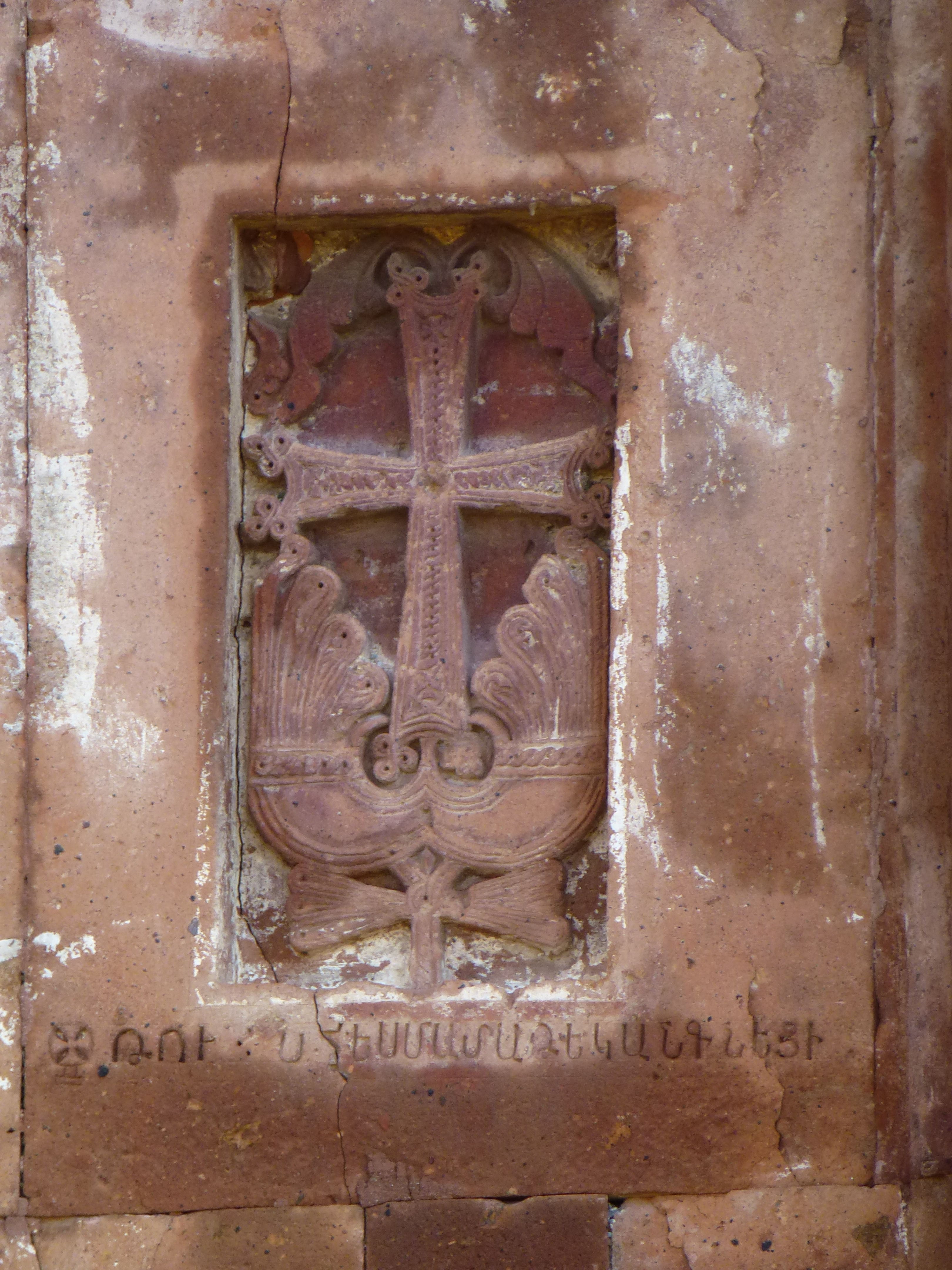
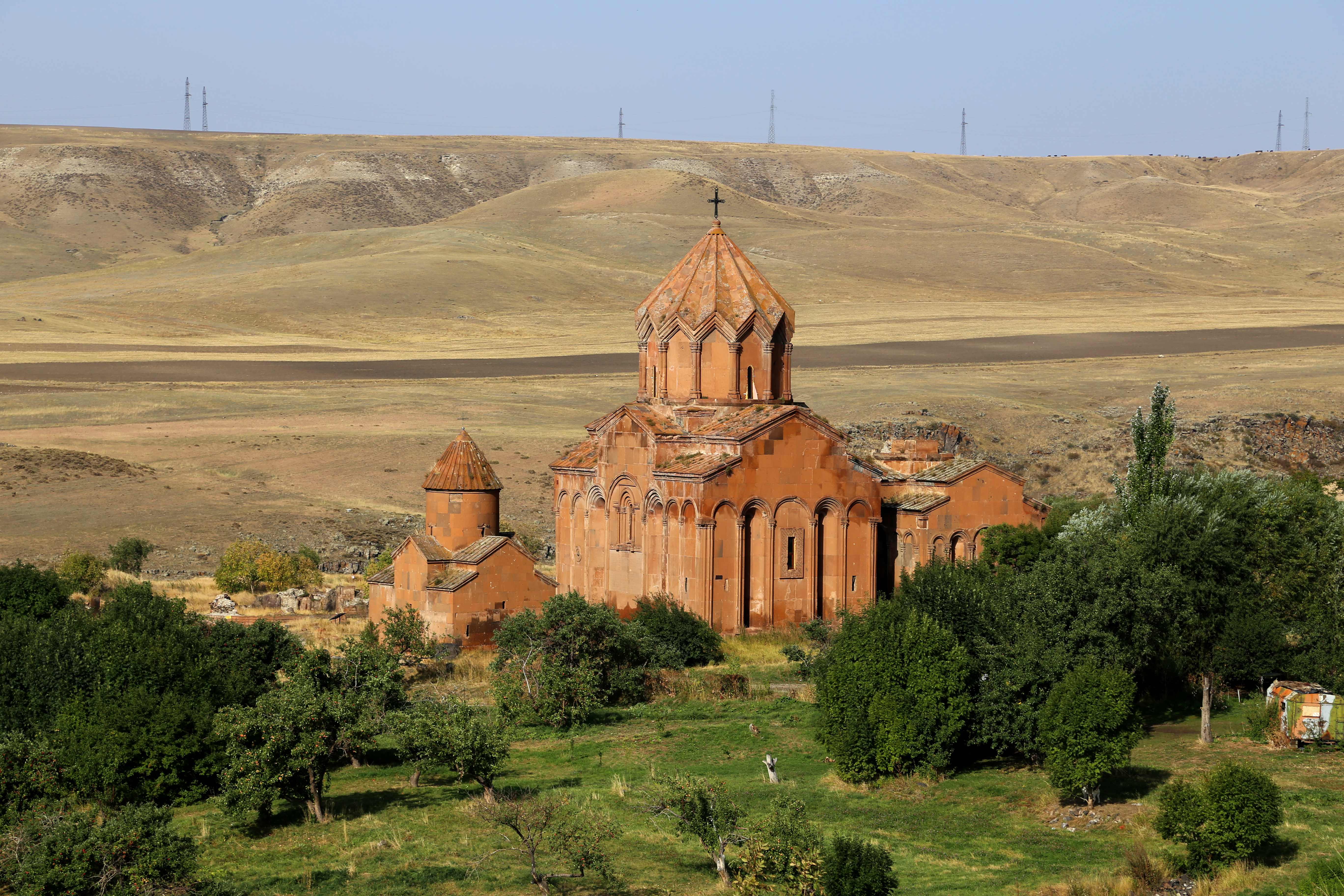